# Park Narodowy Lago Puelo
Park Narodowy Lago Puelo (hiszp. Parque nacional Lago Puelo) – park narodowy w Argentynie położony w departamencie Cushamen w północno-zachodniej części prowincji Chubut. Od 1937 roku był północną częścią Parku Narodowego Los Alerces. Od 11 października 1971 roku samodzielny park narodowy. Zajmuje obszar 276,74 km². Od 2007 roku wraz z Parkiem Narodowym Lanín, Parkiem Narodowym Nahuel Huapi, Parkiem Narodowym Los Arrayanes, Parkiem Narodowym Los Alerces i rezerwatami przyrody w tej części Patagonii tworzy rezerwat biosfery UNESCO o nazwie „Andino Norpatagonica”. 

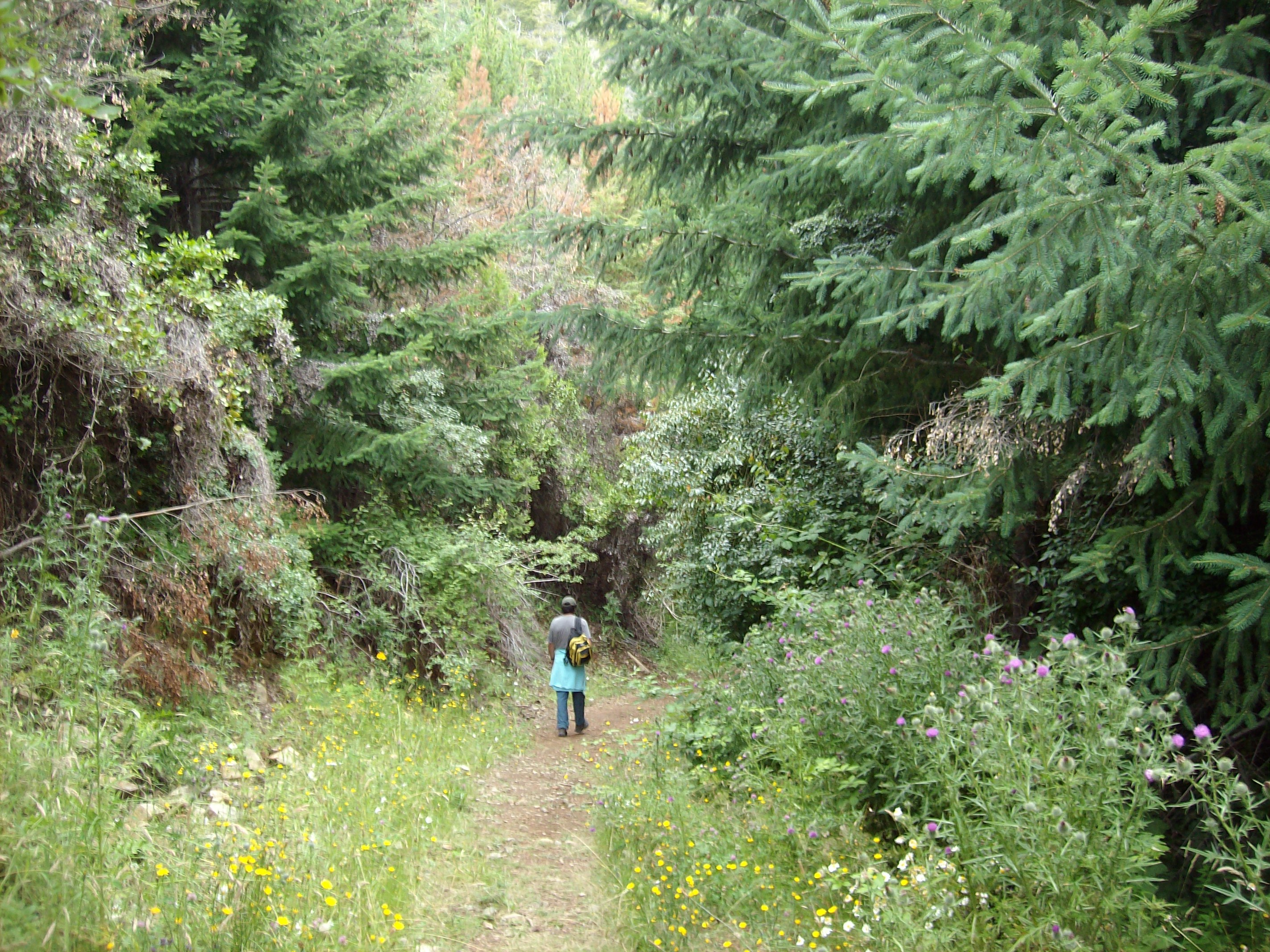
Las waldiwijski

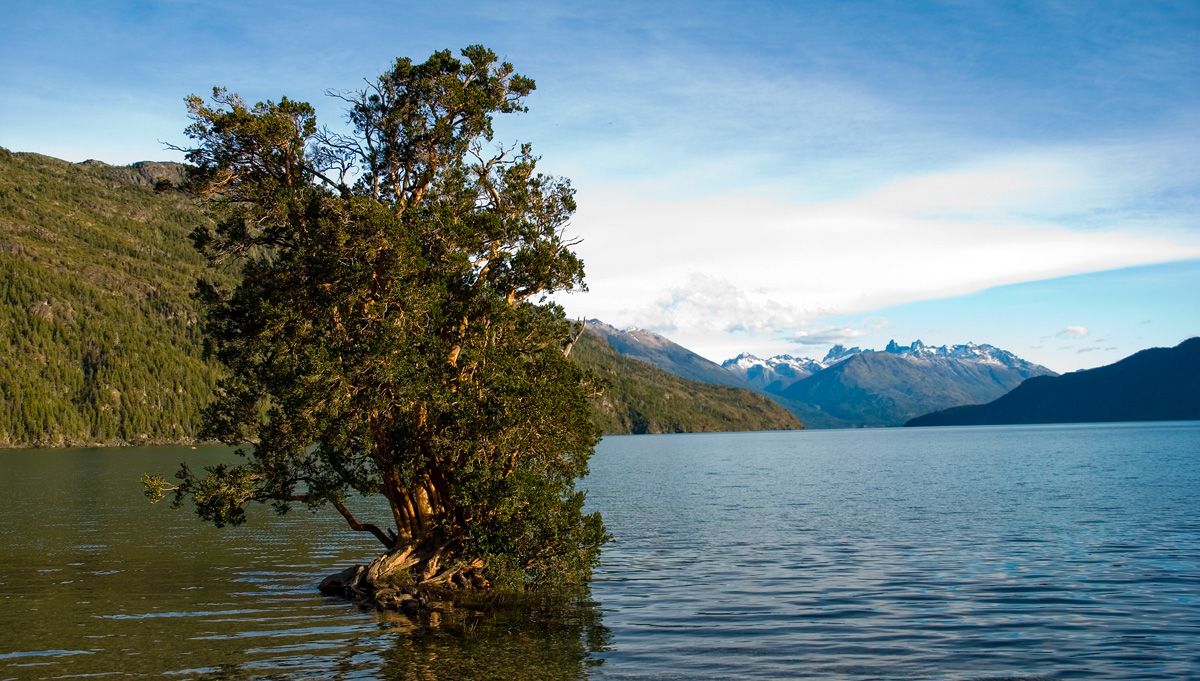
Drzewo Luma apiculata nad jeziorem Puelo

## Opis
Park położony jest przy granicy z Chile i obejmuje wschodnie zbocza Andów Patagońskich. Główna jego część to rozległa dolina o średniej wysokości 200 m n.p.m. Znajduje się tu jezioro Puelo o powierzchni 44 km², któremu park zawdzięcza swą nazwę. Z jeziora wypływa rzeka Puelo, która płynie do Oceanu Spokojnego przez Chile. 
Klimat umiarkowany zimny. Średnia temperatura waha się od 17 °C latem (maksymalnie 35 °C)  do 5 °C zimą (minimum -9 °C). 

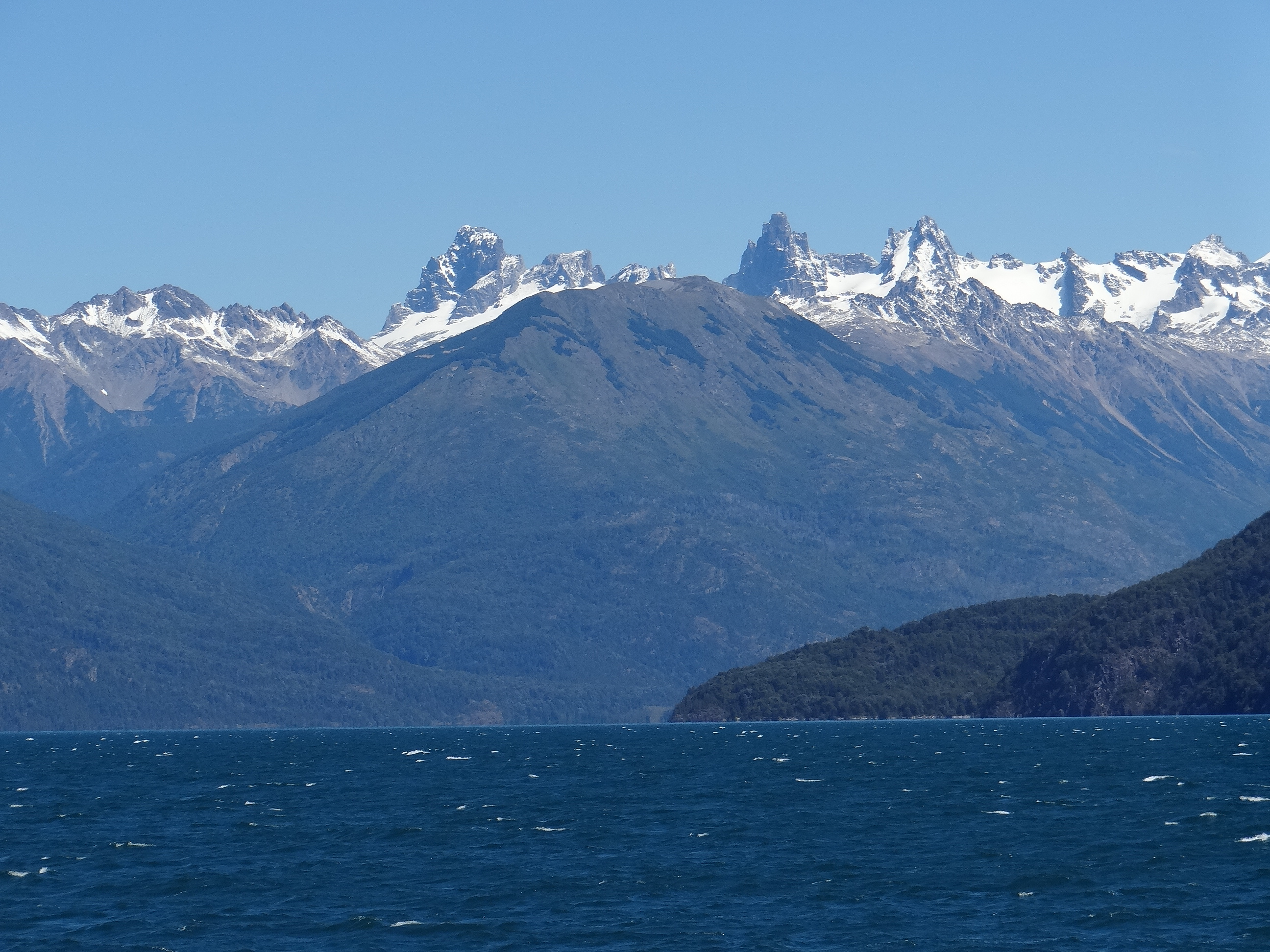
Wzgórze Tres Picos nad jeziorem Puelo

## Flora
Większą część powierzchni parku pokrywają lasy waldiwijskie rodzajów allerce i tique. Rośnie tu m.in.: ficroja cyprysowata, Gevuina avellana, Eucryphia cordifolia, Aextoxicon punctatum, Luma apiculata, Persea lingue, Myrceugenia exsucca, Crinodendron patagua, Austrocedrus chilensis.

## Fauna
Z ssaków żyją tu m.in.: huemal chilijski, pudu południowy, torbik bambusowy, nibylis andyjski, puma płowa i nutria amerykańska. Ptaki to m.in.: krytonos rudogardły, fernandezik chilijski, zbrojówka, perkoz olbrzymi, torpedówka lotna, ibis płowy, dzięcioł chilijski, drozd falklandzki.